# Sven Wejsfelt
Sven Ingemar Wejsfelt, ursprungligen Johansson, född 29 oktober 1930 i Lidköping, Västergötland, död 17 mars 2009 i Gustavsbergs församling, Värmdö, Uppland, var en svensk keramiker, frihandsdrejare, skulptör och glasyrmakare.

## Biografi
Sven Wejsfelt var verksam på Rörstrands Porslinsfabrik (1946-53) och Gustavsbergs porslinfabrik (1953-2008). Han arbetade i en klassisk stengodstradition med tunna drejade former och utsökta glasyrer. Stilmässiga förebilder var främst Rörstrands Gunnar Nylund men även Berndt Friberg på Gustavsberg. 
Sven Wejsfelt växte upp i Lidköping och kom som 16-åring till Rörstrands Porslinsfabrik hösten 1946. Han var begåvad i teckning och fick arbete som porslinsmålare, men trivdes inte. Efter ett halvår blev han istället drejarlärling på fabrikens konstavdelning under föreståndaren Julius Larsen. Som utbildad drejare kom Wejsfelt främst att arbeta för Gunnar Nylund, vars seriestengods krävde en snabb och driven produktionstakt. De hundratals identiska former som uppstod i den unge drejarens händer blev en effektiv och outplånlig formskolning. Wejsfelt drejade även åt Rörstrands övriga konstnärer: Hertha Bengtsson, Marianne Westman, Sylvia Leuchovius och Carl-Harry Stålhane. Wejsfelts första egna föremål gjorde som privata tester under pauser i arbetet. 
År 1953 fick han anställning som drejare åt Stig Lindberg på Gustavsberg. Här skedde namnbytet till Wejsfelt eftersom det redan arbetade fyra Sven Johansson på fabriken. Han utförde de flesta arbetsuppgifterna i ateljén: drejning, gjutning, dekorarbete, keramiska utsmyckningar, sättning av ugnar mm. Eftersom Stig Lindberg var upptagen på många håll, bland annat som lärare på Konstfack, fick Sven Wejsfelt och så småningom även en annan drejare, Dan Grip, förtroendet att arbeta fram nya produkter till Stig Lindberg.
Samarbetet med Lindberg varade i 17 år, fram till 1970. 1977 blev han keramiker i eget namn med kollektioner av drejat stengods och gjutna fisk- och djurfigurer. 1987 ställde han ut med de övriga Gustavsbergskonstnärerna i utställningen Studio Gustavsberg. 
Typiska Wejsfelt-uttryck är kornblått, harpälsglasyr i olika kulörer, maffigt oxblod och skira blå och blekgula glasyrer. Miniatyrer var hans specialitet.  
Hösten 2007 visades en retrospektiv utställning på Galleri Simplymodern i Köpenhamn. 
Under sitt sista år trappade Wejsfelt ner verksamheten, sålde sina glasyrer, stängde ateljén, men arbetade vidare i hemmet med olika konstprojekt. Han dog av hjärtproblem den 17 mars 2009. 
Sven Wejsfelt räknas idag som en av de sista svenska keramikerna som utvecklade och förde vidare den kinesiskt grundade stengodstradition som blommade som mest i Sverige under 1930-1960-talen. Hans stengods finns idag i flera museisamlingar, bland annat på Nationalmuseum The Cooper-Hewitt Museum i New York, det keramiska museet i Faenza, samt i många privatpersoners samlingar. 
I oktober 2009 öppnade en retrospektiv minnesutställning om Sven Wejsfelt på Gustavsbergs porslinsmuseum. Han signerade SW eller Swen + "unik", samt årtal.